# Lijst van burgemeesters van Veenendaal
Dit is een lijst van burgemeesters van de Nederlandse gemeente Veenendaal in de provincie Utrecht.
| Ambtsperiode | Naam burgemeester                                      | Partij of stroming | Bijzonderheden                   |
| ------------ | ------------------------------------------------------ | ------------------ | -------------------------------- |
| 1815 - 1828  | Jan Smith                                              |                    |                                  |
| 1828 - 1843  | Willem Westerveld                                      |                    |                                  |
| 1843 - 1855  | Hendrik van de Poll                                    |                    |                                  |
| 1855 - 1874  | H.G. van der Poel                                      |                    |                                  |
| 1874 - 1884  | Alexander Hendrik Metelerkamp (1834-1890)              |                    |                                  |
| 1884 - 1888  | Pieter de Wijs (1848-1931)                             |                    | werd burgemeester van Brummen    |
| 1888 - 1902  | jhr.mr. Lodewijk Henrick Johan Mari van Asch van Wijck | ARP                |                                  |
| 1902 - 1925  | Hendrikus Arnoldus van de Westeringh                   |                    |                                  |
| 1925 - 1945  | mr. Johannes Jan Pieter Christiaan van Kuijk           |                    |                                  |
| 1945 - 1946  | Jan (J.H.) van Schuppen                                | ARP                | waarnemend burgemeester          |
| 1946 - 1961  | Albert (A.) Bakker                                     | ARP                |                                  |
| 1961 - 1968  | Jan (J.) Hazenberg                                     | ARP                |                                  |
| 1968 - 1981  | Pieter Bode                                            | CHU/CDA            |                                  |
| 1982 - 1992  | Gerrit (G.) Wiechers                                   | CDA                |                                  |
| 1992 - 1997  | Frederik (Frits) Brink                                 | CDA                | was burgemeester van Stadskanaal |
| 1998 - 2003  | Jaap (J.J.) Spros                                      | CDA                | was burgemeester van Boskoop     |
| 2003 - 2004  | Peter (P.J.M.) Rombouts                                | PvdA               | waarnemend burgemeester          |
| 2004 - 2012  | Ties Elzenga                                           | CDA                | was burgemeester van Naaldwijk   |
| 2012 - 2017  | Wouter (A.W.) Kolff                                    | VVD                | werd burgemeester van Dordrecht  |
| 2017 - 2019  | Piet Zoon                                              | VVD                | waarnemend burgemeester          |
| 2019 - heden | Gert-Jan Kats                                          | SGP / partijloos   | was burgemeester van Zuidplas    |